# Litoria timida
Litoria timida är en groddjursart som beskrevs av Tyler och Parker 1972. Litoria timida ingår i släktet Litoria och familjen lövgrodor. IUCN kategoriserar arten globalt som livskraftig. Inga underarter finns listade i Catalogue of Life.